# 綠怡雅苑
綠怡雅苑（英語：Greenhill Villa）是香港房屋協會發展的資助出售房屋項目之一，位於香港新界沙田小瀝源路63號 （沙田市地段609號）。此屋苑前身為一幅鄰近帝堡城的空置土地，曾經列作興建居屋用地，但計劃因孫九招而腰斬。及後，用地曾租予對面培基書院作教育及訓練用途，名稱為通識園。後來，此土地獲選作興建「置安心資助房屋計劃」的第二個屋苑，但因政府決定復建居屋，而在動工前改作資助出售房屋項目。屋苑分為3幢住宅大廈，由鍾華楠建築師事務所設計，俊和集團承建，於2020年5月8日落成。
「綠怡雅苑」與「綠悠雅苑」相同，都設有小型會所設施，其設計、用料、以及隨屋附送的家電和裝修都貼近私人屋苑，檔次比傳統資助房屋高（大約等同2000年代落成的政府宿舍），比近年傾向「豪宅化」的私人屋苑則稍低，房協形容其用料設計為「實而不華」。
值得一提的是，此屋苑是全港需要批售的新契物業中，樓花期最長的一個（長達4年4個月），亦是首個以手機應用程式協助業主辦理收樓手續的資助房屋項目。

## 屋苑資料
綠怡雅苑共有3座32，34，36層住宅大樓位於4層高的平台上，合共提供1,020伙單位，實用面積375至742平方呎，售價介乎260萬元至627萬元，平均呎價達7,700元。
第1及第3座採用了三梯十伙設計，每層設有2個一房單位（設於C、D室）、7個兩房單位（設於A、B、E、F、G、H、及I室）、及1個三房主人套房單位（設於J室）；第2座也採用三梯十伙設計，但設計與第1及第3座不同，每層設有4個一房單位（設於B至E室）、5個兩房單位（設於A、F、G、H、I室）及1個三房連主人套房單位（設於J室），客廳或睡房則有環保露台及工作平台。
項目在2016年開售，只供符合申請資格的家庭購買。單位會按市場價格以折讓價出售，並設有轉讓限制。這個轉售限制與「住宅發售計劃」相若，買家五年內不可自由轉讓物業，除非得到房協同意；而在任何時間轉讓單位，都必須向運輸及房屋局繳付補價，才可在公開市場出租、出售或轉讓。此外，買家亦可於購買單位兩年後，經房協「住宅發售計劃」第二市場將單位轉讓予合資格人士而無須向政府補價。

### 樓宇
| 樓宇名稱（座號） | 樓宇類型               | 落成年份 | 層數 | 建築師             | 承建商   | 提供升降機的廠商 |
| ---------------- | ---------------------- | -------- | ---- | ------------------ | -------- | ---------------- |
| 第1座            | 資助房屋：住宅發售計劃 | 2020年   | 36   | 鍾華楠建築師事務所 | 俊和集團 | 通力             |
| 第2座            | 資助房屋：住宅發售計劃 | 2020年   | 34   | 鍾華楠建築師事務所 | 俊和集團 | 通力             |
| 第3座            | 資助房屋：住宅發售計劃 | 2020年   | 32   | 鍾華楠建築師事務所 | 俊和集團 | 通力             |

### 設施
屋苑設小型會所，設施包括兒童遊戲區，活動會議室，遊戲室和健身中心,電子遊戲區,VR體驗區

### 問題
- 2019年10月，有住戶接獲律師樓通知，指項目「關鍵日期」需要由同年12月31日延至2020年5月15日。有業主認為項目樓花期已經較一般樓宇長，不滿仍要延期收樓。房協發言人承認因建築期內受惡劣天氣影響，故修訂項目的關鍵日期[6]。

- 2020年6月，部分收樓的業主發現單位多處漏水，其中近外牆的多塊木地板出現發黑現象，據指逾1成單位出現滲水現象。房協指，截至6月16日，960個已經收樓的單位中，多達9成（930個單位）的業主提出修繕申報。其中12%單位疑涉睡房內牆身及木地板滲水。房協表明會全面覆檢屋苑外牆[7]。

## 興建期間圖片集

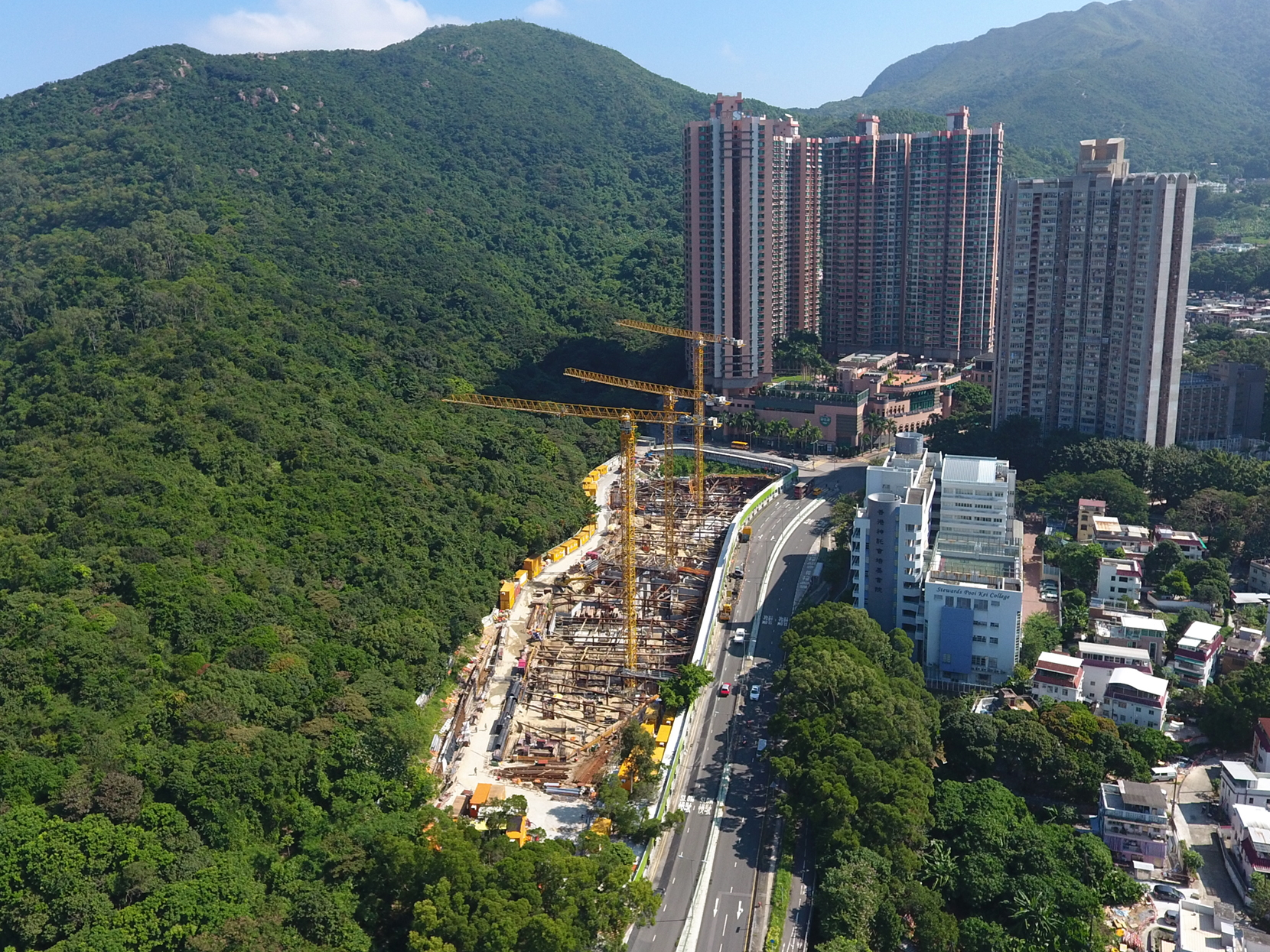
2016年11月
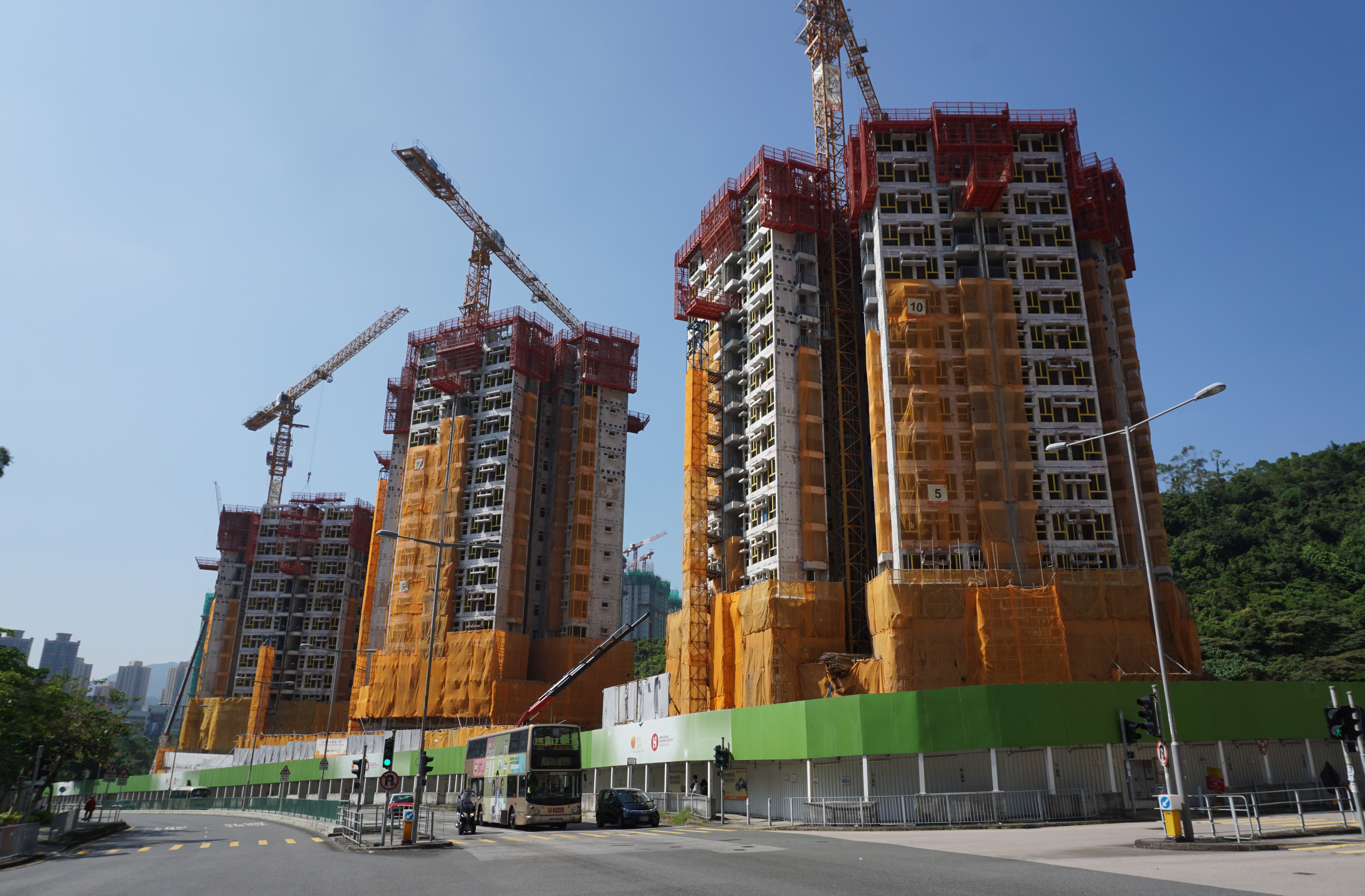
2017年10月
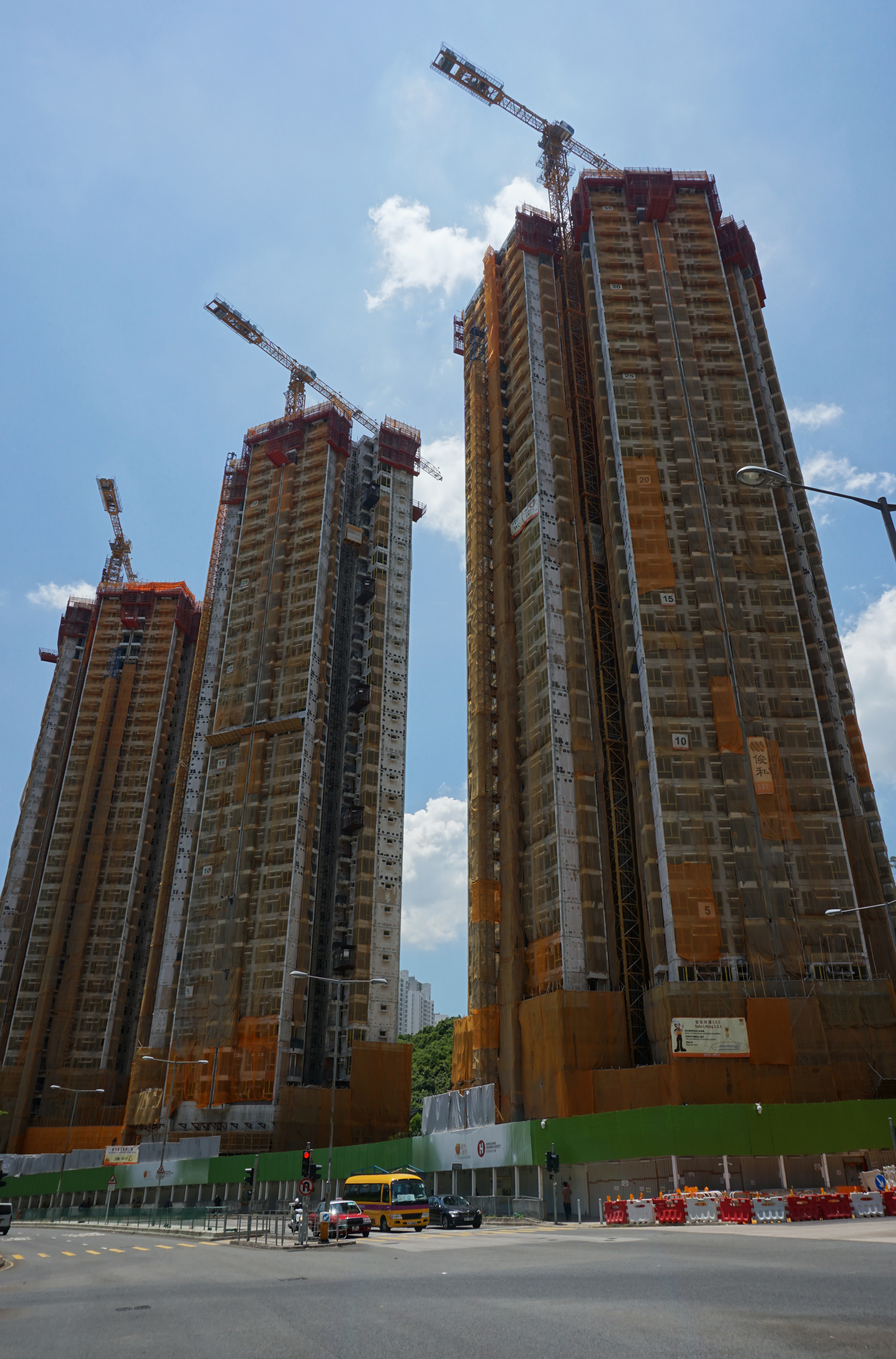
2018年5月
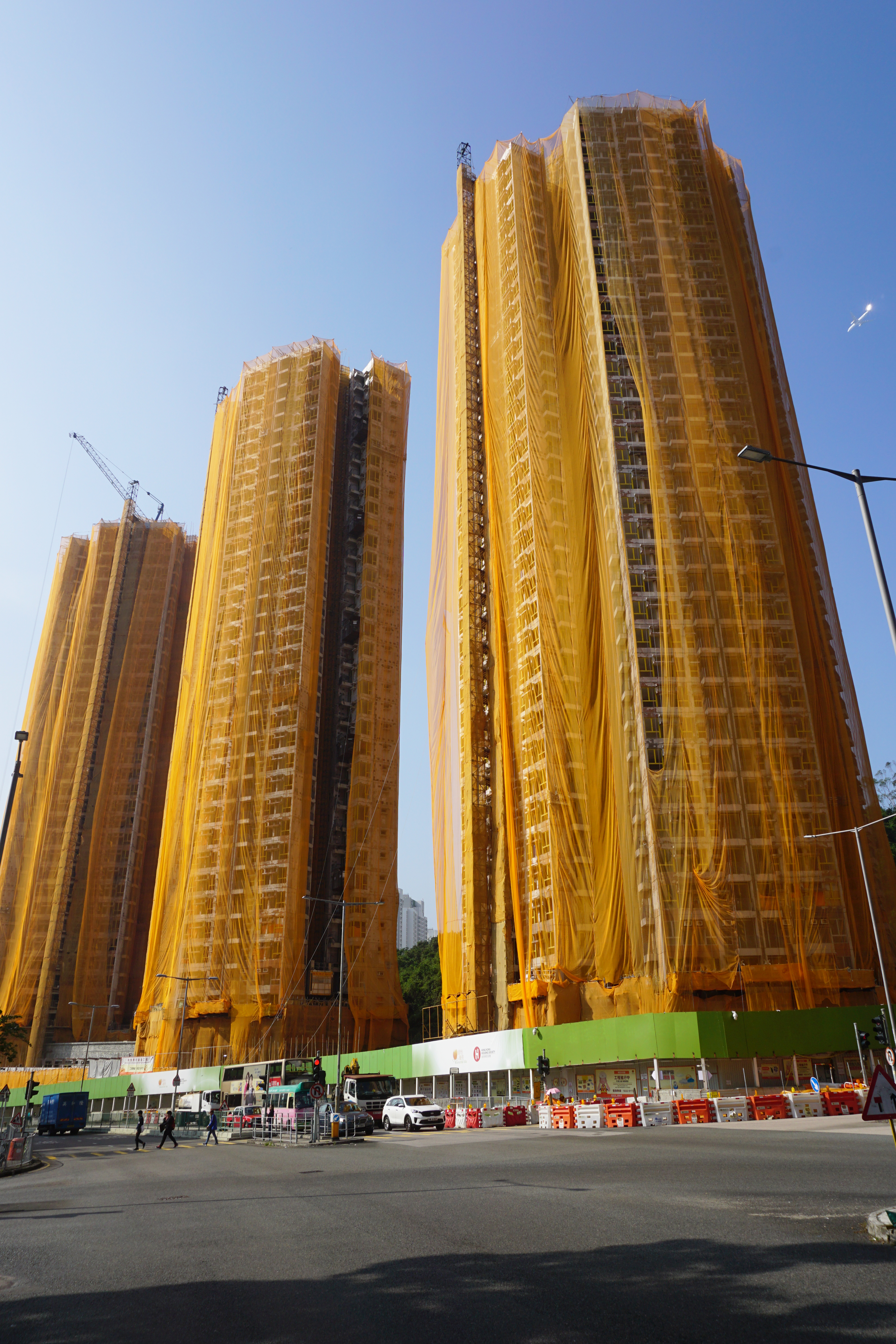
2018年11月

## 配套設施
綠怡雅苑基座雖不設商鋪，然而屋苑鄰近已有商場、街市等配套設施。
- 廣源商場
- 廣源街市

## 鄰近
- 小瀝源路
- 廣源邨
- 帝堡城
- 黃泥頭村
- 康林苑
- 廣林苑
- 怡景閣
- 海泓閣
- 小瀝源村
- 碩門邨一及二期

## 外部連結
- 綠怡雅苑 （页面存档备份，存于）